# 花剌子模鸟属
花剌子模鸟属（学名：Horezmavis）是反鸟亚纲已灭绝的一个属，生存于早白垩世的乌兹别克斯坦。模式种是早白垩花剌子模鸟（H. eocretacea），由列夫·尼索夫（Lev Nessov）等人于1983年描述。属名取自发现化石的花拉子模州，种加词则意为“早白垩世”。